# Талдыкорган (Восточно-Казахстанская область)
Талдыкорган (каз. Талдықорған) — упразднённое село в Восточно-Казахстанской области Казахстана. Входило в состав городской администрации Семея. Входило в состав Новобаженовского сельского округа. Исключено из учётных данных в 2017 г. Код КАТО — 632853500.

## Население
В 1999 году население села составляло 74 человека (46 мужчин и 28 женщин). По данным переписи 2009 года, в селе проживало 29 человек (13 мужчин и 16 женщин).